# گمینا شویرچوو
گمینا شویرچوو (به لهستانی:  Gmina Świerczów) یک گمینا در لهستان است که در شهرستان نامسووف واقع شده‌است. گمینا شویرچوو ۱۱۰٫۳۲ کیلومتر مربع مساحت و ۳٬۶۶۶ نفر جمعیت دارد.